# Libellula croceipennis
Libellula croceipennis е вид водно конче от семейство Libellulidae. Видът не е застрашен от изчезване.

## Разпространение
Разпространен е в Белиз, Гватемала, Колумбия, Коста Рика, Мексико (Веракрус, Идалго, Керетаро, Колима, Морелос, Наярит, Нуево Леон, Оахака, Пуебла, Сан Луис Потоси, Синалоа, Сонора, Тамаулипас, Халиско, Чиапас и Южна Долна Калифорния), Никарагуа, Салвадор, САЩ (Аризона, Калифорния, Оклахома и Тексас) и Хондурас.

## Описание
Популацията на вида е стабилна.